# جرف
جُرُف joroff روستایی است از توابع شهرستان خرمشهر در استان خوزستان در جنوب ایران. این روستا در بخش مرکزی این شهرستان قرار گرفته و فاصله آن با شهر خرمشهر ۵ کیلومتراست. ارتفاع جرف از سطح دریا ۳ متر است و آب وهوای آ گرم و خشک است. جرف در دشت کنار اروند رود در جنوب شرق خرمشهر واقع گردیده است.